# Dominik Nihachi
Dominik Nihachi (ur. 1626, zm. 8 września 1628 w Nagasaki) – japoński męczennik i błogosławiony Kościoła katolickiego.

## Życiorys
Był synem katechisty Ludwika Nihachi i młodszym bratem Franciszka Nihachi. Podczas prześladowań został stracony przez ścięcie wraz z bratem i ojcem.
Beatyfikowany 7 lipca 1867 roku przez papieża Piusa IX w grupie 205 męczenników.